# Le avventure di Lupin III
Le avventure di Lupin III (ルパン三世?, Rupan Sansei) è la prima serie televisiva anime basata sul manga Lupin III di Monkey Punch. Venne trasmessa per la prima volta in Giappone dal 24 ottobre 1971 al 26 marzo 1972 su Yomiuri TV, mentre in Italia fu trasmessa nel 1979 su diverse televisioni locali e replicata varie volte negli anni successivi, anche col titolo Lupin, l'incorreggibile Lupin.

## Trama
Arsenio Lupin III, nipote del ladro gentiluomo Arsenio Lupin, è un ladro ricercato a livello internazionale. Il suo braccio destro è Daisuke Jigen, un tiratore dalla mira infallibile, capace di svuotare il caricatore su vari bersagli in un istante; a loro si unisce la bella Fujiko Mine, che spesso manipola le situazioni e soprattutto Lupin, innamoratissimo di lei, a proprio vantaggio. Dopo diversi scontri con il samurai Goemon Ishikawa XIII, quest'ultimo entra a far parte della banda con la sua incredibile velocità nel maneggiare la fidata katana, di nome Zantetsuken. Lupin e i suoi soci sono costantemente inseguiti dall'ispettore Koichi Zenigata dell'Interpol, il cui obiettivo è arrestarli una volta per tutte.

## Produzione
Un adattamento animato del manga fu suggerito dall'animatore Gisaburō Sugii a Yutaka Fujioka, il fondatore della Tokyo Movie Shinsha. Anche se a Fujioka interessava l'idea, il progetto doveva essere finanziato. Questo portò alla creazione di un film pilota cinematografico destinato a creare interesse per il progetto e un finanziamento sicuro. Il film pilota fu creato da Sugii, Yasuo Ōtsuka, Tsutomu Shibayama e Osamu Kobayashi con la supervisione di Masaaki Ōsumi. Ōtsuka aveva lasciato la Toei Animation per unirsi alla A Production, al fine di lavorare sull'adattamento di Lupin III poiché esso gli avrebbe permesso di usare la sua conoscenza di armi e trasporti nell'animazione. Ōtsuka e il team studiarono approfonditamente l'opera di Monkey Punch e l'influenza del fumettista americano Mort Drucker, analizzando i personaggi da tutte le angolazioni. Inizialmente erano assistiti dallo stesso Monkey Punch, finché quest'ultimo non sentì che il progetto era troppo per lui. Dopo un anno, esso era ancora invenduto e il film pilota fu adattato nel formato televisivo. Nel 1971, Yomiuri TV finanziò la serie. A questo punto solo Ōtsuka e Ōsumi erano ancora alla TMS. Ōsumi fu assegnato alla regia, mentre Ōtsuka divenne il character designer e Kobayashi fornì l'animazione chiave su diversi episodi. La serie fu inizialmente prevista di 26 episodi, ognuno con una sinossi.
Dopo la messa in onda del secondo episodio, a Ōsumi fu chiesto di modificare la serie. Dopo essersi rifiutato di farlo, fu licenziato. Hayao Miyazaki e Isao Takahata si erano recentemente trasferiti dalla Toei Dōga alla A Production, al fine di iniziare la pre-produzione su un adattamento di Pippi Calzelunghe. Tuttavia questo lavoro fu annullato e vennero scelti come sostituti di Ōsumi da Ōtsuka, che aveva lavorato con loro in precedenza alla Toei. Nessuno dei due vide però il proprio nome sulla sigla, poiché la regia fu accreditata al "gruppo di produzione della A Production". A causa del programma di produzione della serie, molti episodi sono un mix di influenze tra Ōsumi, Takahata e Miyazaki, e diversi episodi non accreditano la regia. L'episodio 9 fu l'ultimo su cui Ōsumi ebbe il pieno controllo creativo. A Miyazaki e Takahata fu chiesto di apportare numerose modifiche alla serie, e ne fecero anche altre in base alle loro opinioni. Si prefissero immediatamente di rimuovere un senso di apatia dalla serie, che sentivano fosse evidente anche nella società. Per raggiungere questo obiettivo diedero ai personaggi una visione più positiva. Lupin sarebbe diventato spensierato e ottimista, mentre Jigen sarebbe stato un amichevole e allegro compagno. Fu rimosso anche l'erotismo "a buon mercato" di Fujiko. I cambiamenti durante la produzione portarono a una mancanza di unità nella grafica e a una "dualità".
Le avventure di Lupin III fu la prima serie anime indirizzata a un pubblico adulto, presentando personaggi e storie complesse e focalizzandosi sul realismo. La serie presta molta attenzione ai dettagli di veicoli, armi e oggetti di consumo che nel manga erano solo approssimati.

## Personaggi e doppiatori
| Personaggio          | Doppiatore originale | Doppiatore italiano (doppiaggio originale) | Doppiatore italiano (ridoppiaggio) |
| -------------------- | -------------------- | ------------------------------------------ | ---------------------------------- |
| Arsenio Lupin III    | Yasuo Yamada         | Roberto Del Giudice                        | Roberto Del Giudice                |
| Daisuke Jigen        | Kiyoshi Kobayashi    | Germano Longo                              | Sandro Pellegrini                  |
| Fujiko Mine          | Yukiko Nikaido       | Piera Vidale                               | Alessandra Korompay                |
| Goemon Ishikawa XIII | Chikao Ōtsuka        | Enzo Consoli                               | Vittorio Guerrieri                 |
| Koichi Zenigata      | Gorō Naya            | Enzo Consoli                               | Enzo Consoli                       |

## Edizione italiana
Il primo doppiaggio italiano fu eseguito nel 1979 dalla Tecnosound e diretto da Amerigo Latini. Benché integrale, ha diverse pecche e sviste nella traduzione. Inoltre, allo stesso modo di altri doppiaggi eseguiti per le reti locali, il cast è limitato principalmente a quattro doppiatori, che spesso danno voce anche ai personaggi secondari dei singoli episodi, cosa che si nota in particolare dal fatto che Zenigata e Goemon fossero entrambi doppiati da Enzo Consoli. È stato trasmesso integralmente solo sulle reti locali, mentre a partire dalla replica su Italia 1 del febbraio 2004 è stato riutilizzato in versione censurata (ma in maniera molto più lieve rispetto alla seconda edizione). Verrà replicata per la prima volta in versione integrale (grazie al recupero del primo doppiaggio) e rimasterizzata su Italia 2 dal 6 maggio 2021.
La serie fu ridoppiata per conto di Mediaset nel 1987 contestualmente all'adattamento della terza serie, Lupin, l'incorreggibile Lupin; nella messa in onda, infatti, gli episodi furono mischiati con quelli della nuova serie utilizzando la stessa sigla. Analogamente, il doppiaggio fu eseguito dalla MI.TO Film e diretto da Vittorio Di Prima, presentando il nuovo cast del quale facevano parte anche Roberto Del Giudice ed Enzo Consoli, che tornarono quindi a doppiare Lupin e Zenigata, mentre Goemon fu doppiato da Vittorio Guerrieri. Benché l'adattamento sia quasi sempre più fedele alla versione originale rispetto alla prima edizione, gli episodi furono censurati prima del doppiaggio e anche i dialoghi presentano alcune modifiche atte a mitigarli. Inoltre, il video su cui è stato eseguito il ridoppiaggio si presenta molto scuro e appaiono numerosi errori di missaggio.

## Sigle

### Giapponesi
Tutte le sigle giapponesi sono state scritte dal dipartimento di pianificazione della Tokyo Movie e composte da Takeo Yamashita.
- Rupan Sansei shudaika I (ルパン三世主題歌I?), cantata da Charlie Kosei. Sigla d'apertura degli episodi 1-3 e 9. Il video è composto da scene del film pilota, modificate per rispettare character design e colorazioni della serie.
- Afro "Lupin '68" (AFRO "LUPIN '68"?), cantata da Charlie Kosei. Sigla d'apertura degli episodi 4-8 e 10-15. Nella sigla, la canzone fa da sottofondo a Yasuo Yamada che descrive i vari personaggi. Per il video furono utilizzate scene sia del film pilota (non modificate), sia della serie stessa.
- Rupan Sansei shudaika 3 (ルパン三世主題歌3?), cantata da Yoshiro Hiroishi. Sigla d'apertura degli episodi 16-23. Il video è composto da scene della serie.
- Rupan Sansei shudaika II (ルパン三世主題歌II?), cantata da Charlie Kosei. Sigla di chiusura. Il video consiste in un'unica scena in cui Fujiko, in campo lungo, corre in moto su una strada di campagna.

### Italiane
- Planet O[9], scritta da Norbert Cohen e composta da Farouk Safi e Sharon Woods, cantata (in inglese) da Daisy Daze and the Bumble Bees. Usata come sigla d'apertura e chiusura prima del 1987, presenta un testo fantascientifico non inerente alla serie, ma presumibilmente ispirato al romanzo erotico Histoire d'O. Il video è lo stesso della terza sigla d'apertura giapponese, eccetto il titolo.
- Hallo Lupin[10], scritta e cantata da Giorgio Vanni. Il video è lo stesso di Planet O.

Inoltre, nel corso delle numerose repliche, la serie è stata trasmessa anche con le sigle delle due serie successive.

## Episodi
| Nº | Titolo italiano 1ª edizione / 2ª edizione Giapponese 「Kanji」 - Rōmaji - Traduzione letterale | In onda          | In onda |
| Nº | Titolo italiano 1ª edizione / 2ª edizione Giapponese 「Kanji」 - Rōmaji - Traduzione letterale | Giapponese       |         |
| 1  | Trappola su quattro ruote / Lupin contro tutti 「ルパンは燃えているか・・・・?!」 - Rupan wa moeteiru ka...?! – "Lupin sta bruciando...?!" | 24 ottobre 1971  |         |
| 1  | Fujiko, spiando le mosse degli Scorpions, scopre che hanno l'intenzione di eliminare Lupin III, ma, prima che possa avvisare il suo fidanzato del pericolo, cade nelle mani della banda. Il piano degli Scorpions è quello di eliminare Lupin durante la corsa automobilistica inaugurale della Hida Speedway cui deve prendere parte, ma Lupin III prende parte alla corsa, ben conscio del fatto che la gara è truccata proprio a opera dei suoi acerrimi nemici... |                  |         |
| 2  | La barriera invisibile / Poteri magici 「魔術師と呼ばれた男」 - Majutsushi to yobareta otoko – "L'uomo che tutti chiamano il mago" | 31 ottobre 1971  |         |
| 2  | Fujiko ha rubato delle diapositive a un uomo di nome Pycal (nel primo doppiaggio Whisky), e lui le rivuole indietro. Pycal è un mago che è in grado di sparare fiamme dalle sue mani, camminare in aria e resistere ai proiettili. Lupin si scontra con Pycal nella speranza di salvare Fujiko. |                  |         |
| 3  | Il terzo sole / Dolce strega 「さらば愛しき魔女」 - Saraba itoshiki majo – "Addio, amata strega" | 7 novembre 1971  |         |
| 3  | Una collisione rovina la tranquilla gita in barca di Lupin e Fujiko. I due scoprono una donna di nome Linda nell'altra barca, mentre degli uomini armati su una barca più grande li attaccano. Dopo essere sfuggiti alla cannoniera, vengono a conoscenza che Linda è l'assistente di un esperto di fama mondiale sulla fissione nucleare. I due vivevano insieme su un'isola che è stata anche la base dell'organizzazione assassina dei Chiller 'n Killers. Lupin e Jigen tentano di assaltare l'isola per salvare il dottore dagli assassini e scoprire il misterioso segreto di Linda.                                                                                             |                  |         |
| 4  | L'evasione di Lupin / Prigioniero! 「脱獄のチャンスは一度」 - Datsugoku no chansu wa ichido – "Una sola chance di fuga" | 14 novembre 1971 |         |
| 4  | Lupin, Jigen e Fujiko compiono con successo il furto di un baule pieno di monete d'oro, ma Lupin viene sorpreso e umiliato dal suo acerrimo rivale, l'ispettore Zenigata, che gli spara con cartucce soporifere. Rinchiuso in un carcere di massima sicurezza, con grande soddisfazione di Zenigata, Lupin è anche condannato alla pena di morte, la cui esecuzione avverrà tra un anno. Fujiko tenta di farlo evadere, ma viene ostacolata da Jigen, sicuro che fuggirà senza aiuto. Lupin rimane in cella e sembra sia giunta la sua fine, mentre il perseverante Zenigata, in fondo, spera che scappi.                                                                              |                  |         |
| 5  | Goemon il samurai / Una sincera amicizia 「十三代五ヱ門登場」 - Jūsan dai Goemon tōjō – "Appare Goemon XIII" | 21 novembre 1971 |         |
| 5  | Goemon Ishikawa XIII è il tredicesimo discendente diretto del famoso brigante samurai Goemon Ishikawa. Il suo maestro Momochi gli ha dato una missione, trovare Lupin e utilizzare l'invincibile spada Zantetsuken per eliminarlo. Né Goemon né Lupin sanno che in realtà Momochi e Fujiko stanno lavorando insieme. |                  |         |
| 6  | Il mistero di Volpe Nera / Il segreto 「雨の午後はヤバイゼ」 - Ame no gogo wa yabai-ze – "Il pomeriggio piovoso è pericoloso" | 28 novembre 1971 |         |
| 6  | Un pomeriggio di pioggia, un uomo sta cercando l'aiuto di Lupin per conto di una giovane donna. La donna è in realtà Fujiko, che è alla ricerca di un diamante conosciuto come "La regina d'Africa". Il diamante è stato impiantato nel petto di un boss della mafia (Volpe Nera nel primo doppiaggio; Balena Nera nel ridoppiaggio). A questo boss è stata cancellata la memoria, ma è morto giorni prima che gli venisse ripristinata. Ora, Lupin e la banda sono all'inseguimento dell'ambulanza che porta il cadavere e il diamante in esso. Zenigata è responsabile dell'ambulanza e della sua scorta, e tenta di impedire a Lupin di rubare il diamante.                         |                  |         |
| 7  | Il segreto delle tre pergamene / La spada invincibile 「狼は狼を呼ぶ」 - Ookami wa ookami o yobu – "Lupo chiama lupo" | 5 dicembre 1971  |         |
| 7  | Tre rotoli contengono il segreto della creazione di una lama come la Zantetsuken. Lupin vuole rubarli per una questione di orgoglio di famiglia, perché suo nonno li aveva già rubati nel XIX secolo. Il padre di Lupin rubò a uno spadaccino un pugnale forgiato utilizzando lo stesso processo. Lo spadaccino sfidò Lupin II a duello e perse, ma riuscì a rubare i rotoli. Ora Lupin progetta di rubare i rotoli di nuovo, ma per farlo deve affrontare Goemon e Fujiko, che hanno i loro piani per acquisire i rotoli. |                  |         |
| 8  | Le carte da gioco di Napoleone / Il segno della fortuna 「全員集合トランプ作戦」 - Zenin shūgō toranpu sakusen – "Tutti gli uomini si radunino, lo stratagemma delle carte da gioco" | 12 dicembre 1971 |         |
| 8  | Napoleone una volta possedeva un mazzo di carte da chiromanzia che sono ora nelle mani di un milionario, noto come Gold. Lupin progetta di rubarle durante la festa di compleanno di Gold, e Zenigata prevede di fermarlo. |                  |         |
| 9  | Il documento segreto del calcolatore elettronico / Il passato ritorna 「殺し屋はブルースを歌う」 - Koroshiya wa burūsu o utau – "L'assassino canta il blues" | 19 dicembre 1971 |         |
| 9  | Lupin e la banda vogliono rubare i progetti per un nuovo computer. Sulla loro strada c'è un uomo abile con la mitragliatrice e il suo partner di nome Poon (Pank nel primo doppiaggio), che in passato è stato fidanzato con Fujiko. Lupin riesce nella sua missione, ma non prima che Poon e Fujiko si trovino faccia a faccia. Il capo di Poon spara a Fujiko prima che i due possano avere un incontro corretto. Lupin riesce a riportare Fujiko nel loro covo, ma la ragazza è vicina alla morte. Poon e il suo capo seguono Lupin e riescono a cacciarlo dal nascondiglio, lasciando all'interno la morente Fujiko. Lupin cerca di tornare al covo per salvare la vita di Fujiko. |                  |         |
| 10 | Microfinger il re dei falsari / La principessa delle nevi 「ニセ札つくりを狙え!」 - Nise satsu tsukuri o nerae! – "Insegui il falsario!" | 26 dicembre 1971 |         |
| 10 | Lupin e il Barone (Baron nel primo doppiaggio) sono entrambi all'inseguimento del falsario più abile del mondo. Lupin non avrebbe alcun problema a battere il Barone, ma lui ha assunto un uomo chiamato Frink insieme a Fujiko, e ha ordinato loro di ucciderlo. |                  |         |
| 11 | Furto alla cassa della banca centrale / Il settimo ponte 「7番目の橋が落ちるとき」 - Nana-banme no hashi ga ochiru toki – "È tempo che il settimo ponte cada" | 1º gennaio 1972  |         |
| 11 | Qualcuno si spaccia per Lupin e fa saltare i ponti, causando un sacco di danni e lesioni. Lupin e Jigen scoprono che il dinamitardo sta cercando di forzare una macchina blindata a viaggiare lungo un percorso di sua scelta. Essi rintracciano l'attentatore, ma l'uomo costringe Lupin e Jigen a tentare di rubare l'auto blindata, minacciando di uccidere (se l'ordine non verrà eseguito) una ragazza di nome Lisa che lui ha rapito. |                  |         |
| 12 | Le due statuine gemelle / Il villaggio assediato 「誰が最後に笑ったか」 - Dare ga saigo ni watta ka – "Chi riderà per ultimo?" | 7 gennaio 1972   |         |
| 12 | Fujiko è in gara contro un'organizzazione criminale per acquisire un paio di statue d'oro che sono di proprietà di un villaggio montano bloccato dalla neve. Anche Lupin pianifica di acquisire le statue. L'anziano del villaggio considera la vendita delle statue nel tentativo di aiutare il suo villaggio. |                  |         |
| 13 | Una sfida dal futuro / La statua d'oro 「タイムマシンに気をつけろ!」 - Taimu mashin ni ki o tsukeru! – "Fa' attenzione alla macchina del tempo!" | 14 gennaio 1972  |         |
| 13 | Kyosuke Mamoo (Mamok nel primo doppiaggio) sostiene che Lupin scomparirà dal mondo in quattro giorni. Egli sostiene di essere un viaggiatore del tempo venuto dal 2874 in cerca di vendetta. A quanto pare, Lupin XIII distruggerà il clan Mamoo nel marzo 2874. Kyosuke ha viaggiato indietro nel tempo per distruggere Lupin III e impedire la futura distruzione del suo clan. Per provare la sua identità, l'uomo viaggia nel passato e uccide il costruttore di un castello, facendo sparire l'edificio davanti agli occhi di Lupin. |                  |         |
| 14 | Caccia allo smeraldo / La fuga 「エメラルドの秘密」 - Emerarudo no himitsu – "Il segreto dello smeraldo" | 21 gennaio 1972  |         |
| 14 | Lupin e Fujiko sono entrambi alla ricerca del leggendario smeraldo Occhio del Nilo, che sta per diventare il regalo di un matrimonio celebrato in uno yacht. Lupin e Fujiko vengono a sapere che Catherine Burgess, regina di Hollywood, li ha attirati lì per ravvivare la sua altrimenti noiosa festa di nozze. |                  |         |
| 15 | Il busto d'oro del Sig. Kimman / Il dubbio 「ルパンを捕まえてヨーロッパへ行こう」 - Rupan o tomaete Yūroppa e ikō – "Cattura Lupin per andare in Europa" | 28 gennaio 1972  |         |
| 15 | Zenigata è stato invitato a una convention internazionale di polizia in Europa, e il suo capo vuole che ci vada, ma Zenigata si rifiuta poiché Lupin ha dichiarato che ruberà un busto in oro entro i prossimi tre giorni. Zenigata promette di catturare Lupin prima di andare alla convention. Lupin viene a conoscenza di questo e comincia a progettare uno schema che coinvolge la sua cattura intenzionale da parte di Zenigata. |                  |         |
| 16 | Rapina alla gioielleria / Un gioco da ragazzi 「宝石横取り作戦」 - Hōseki yokodori sakusen – "Intercetta quei gioielli!" | 4 febbraio 1972  |         |
| 16 | Fujiko spinge Lupin a rubare un grosso carico di diamanti. Lupin accetta il compito, nonostante le proteste di Jigen, che crede che Fujiko li stia ingannando. Naturalmente, Jigen ha ragione. |                  |         |
| 17 | Una trappola per Lupin / Corsa contro il tempo 「罠にかかったルパン」 - Wana ni kakatta Rupan – "Lupin cade nella trappola" | 11 febbraio 1972 |         |
| 17 | Fujiko invita Lupin e la banda in un famoso night club di proprietà della sexy Ginko Fujinami. Solo Goemon rifiuta. Questa è stata una mossa saggia, poiché Ginko piazza delle bombe a tempo su Fujiko, Jigen e Lupin. I tre devono tirar fuori 3 miliardi di yen entro ventiquattro ore se vogliono che le bombe vengano rimosse. Lupin attua allora un piano ancora in fase di studio: introdursi nella zecca giapponese e stamparsi il denaro. |                  |         |
| 18 | Concorso di bellezza / Trafficanti d'arte 「美人コンテストをマークせよ」 - Bijin kontesuto o māku se yo – "Attenzione al concorso di bellezza" | 18 febbraio 1972 |         |
| 18 | Smith è un ladro d'arte che sta vendendo quadri rubati sotto l'apparenza di un concorso di bellezza. |                  |         |
| 19 | I cimeli della famiglia Lupin / Nemici per la pelle 「どっちが勝つか三代目!」 - Docchi ga katsu ka sandaime – "Quale terza generazione vincerà?" | 25 febbraio 1972 |         |
| 19 | L'ispettore Garimard III (Ghirimard III nel primo doppiaggio) è il nipote dell'arcinemico di Lupin I. Egli è venuto in Giappone come capo della sicurezza per la Francia Fair 1972, ma intende anche ripristinare l'onore della sua famiglia con l'arresto di Lupin III. Garimard invita pubblicamente Lupin a cercare di rubare i reperti della Fiera insultando l'orgoglio di famiglia del ladro. Garimard è convinto che la ragione e la scienza cattureranno Lupin. |                  |         |
| 20 | La corona di Gengis Khan / L'onore in pericolo 「ニセルパンを捕まえろ!」 - Nise Rupan o taero! – "Arresta il falso Lupin!" | 1º marzo 1972    |         |
| 20 | Qualcuno sta commettendo furti spacciandosi per Lupin. Lupin segue gli impostori fino al loro nascondiglio su un'isola, apparentemente imbattendosi in un'intera isola di ladri. |                  |         |
| 21 | Il rapimento di Jenny / Un amico fedele 「ジャジャ馬娘を助けだせ!」 - Jaja uma musume o tasuke da se – "Salva la ragazza bisbetica!" | 8 marzo 1972     |         |
| 21 | Rie (nel primo doppiaggio Jenny) è tenuta prigioniera anche se lei non se ne accorge. Lei crede che l'uomo che la trattiene sia amico di suo padre, Jessie Makita. Lupin arriva a salvarla. Rie non vuole essere salvata da Lupin e non capisce perché sta cercando di farlo. Il padre di Lupin era un amico del padre di Rie. L'"amico" è Takigawa (Takimoto nel primo doppiaggio), che sta tenendo in ostaggio Rie nel tentativo di far uscire Jessie dal ritiro per fargli eseguire i suoi ordini. |                  |         |
| 22 | Lupin contro il computer / La macchina infernale 「先手必勝コンピューター作戦!」 - Sente hisshori kompyūtā sakusen! – "La strategia premonitrice del computer!" | 15 marzo 1972    |         |
| 22 | Gordon, uno specialista di computer dell'FBI, è in Giappone per gestire un computer in grado di prevedere i crimini e determinare come fermarli. Il Metropolitan Police Department si augura che questo potrà finalmente aiutarli a catturare Lupin. Zenigata non è impressionato e avverte che la macchina non sarà in grado di fermare Lupin. Per una volta, Lupin e Zenigata si trovano faccia a faccia. Lupin si propone di dimostrare che il computer non ha speranze contro la sua intelligenza. |                  |         |
| 23 | L'isola dei sogni perduti / Antiche monete d'oro 「黄金の大勝負!」 - Ōgon no dai shōbu – "La grande gara dell'oro" | 22 marzo 1972    |         |
| 23 | Durante i lavori della metropolitana vengono casualmente trovate delle antiche e preziose monete d'oro, che la polizia prende subito in consegna, per poi trasferirle nella Banca Nazionale del Giappone. Lupin, insieme alla sua banda, decide di impossessarsene e mette quindi a punto un piano, grazie al quale riesce a entrare nel caveau della banca dove sono custodite le monete e a rubarle. Non immagina però che l'ispettore Zenigata, prevedendo le sue mosse, ha messo tra quelle vere, parecchie monete false, contenenti minuscole trasmittenti. |                  |         |

## Edizioni home video

### VHS
In Italia, alcuni episodi della serie nella versione ridoppiata del 1987 furono distribuiti in VHS negli anni novanta prima all'interno della collana Bim Bum Bam Video e poi in edicola dalla De Agostini, col titolo Lupin, l'incorreggibile Lupin insieme a episodi delle due serie successive. Un'edizione completa e integrale fu distribuita in sei volumi da Yamato Video nel 2000, col primo doppiaggio in mono.
In Giappone, la serie fu distribuita in VHS dalla VAP, prima in sei volumi dal marzo 1993 per il 25º anniversario del manga e poi in quattro volumi dal 23 luglio 1999.

### DVD
La serie è stata distribuita da Yamato Video dal 22 marzo al 6 settembre 2000 in cinque DVD, riediti in un box il 25 luglio 2007 e il 20 settembre 2018. È stata distribuita anche in edicola dalla De Agostini in otto DVD.
I contenuti delle edizioni sono:
- Audio
  - Primo doppiaggio italiano 5.1[22]
  - Primo doppiaggio italiano mono
  - Doppiaggio giapponese mono[22]
- Extra
  - Schede personaggi
  - Sigle originali
  - Lupin III: Pilot Film[23]

In Giappone la serie fu distribuita in un cofanetto DVD limitato a 30 000 copie dalla VAP il 4 luglio 2001. Kōdansha ha invece pubblicato la rivista bisettimanale Lupin III DVD Collection dal 27 gennaio 2015. Ognuno dei 45 numeri previsti include un DVD contenente episodi delle prime due serie TV di Lupin III.

### Blu-ray Disc
In Giappone la serie è stata distribuita in Blu-ray Disc dalla VAP il 21 dicembre 2008 in un cofanetto da quattro dischi, usciti poi singolarmente il 21 gennaio 2009. In Italia l'edizione BD (composta da un cofanetto di tre dischi) è stata realizzata da Yamato Video e distribuita da Koch Media il 20 settembre 2018.

## Accoglienza
Monkey Punch, il creatore di Lupin III, ha dichiarato che considera la prima serie la migliore delle serie anime di Lupin, e che il personaggio di Lupin in questa serie è stato trasposto in maniera più fedele alla controparte del manga, specialmente nei primi episodi diretti da Masaaki Osumi.
Shin'ichirō Watanabe, regista di Cowboy Bebop e Samurai Champloo, affermò di essere stato fortemente influenzato dal lavoro del regista Masaaki Ōsumi sulla serie.
L'agenzia per gli affari culturali giapponesi ha messo la serie al 50º posto in una lista dei migliori anime.
Mike Dent di Otaku USA ha definito la serie "fantastica", ma ha evidenziato i primi 12 episodi come i "veri e propri gioielli del programma". Nel libro Anime Classics Zettai!, Brian Clamp e Julie Davies hanno osservato che la serie aveva una seria "atmosfera da film poliziesco" e un tono più cupo rispetto ad altri adattamenti anime del manga a causa della violenza, nonché della sessualizzazione di Fujiko. Hanno inoltre notato l'attenzione ai dettagli degli sfondi e all'animazione.